# Eliteserien 2022/2023 (volleyboll, damer)
Eliteserien 2022/2023 i volleyboll för kvinnor spelades 30 september 2022 till 16 april 2023. Serien är den översta serien i det norska seriesystemet.

## Regler[2]
Tävlingen bestod av följande delar:
- Seriespel, där alla möter alla med hemma- och bortamatcher, förutom förbundets utvecklingslag Toppvolley Norge, som bara spelade hemmamatcher. Toppvolley Norge spelade inte heller slutspel eller kunde bli nerflyttat.[3]
  - Om slutresultatet var 3-0 eller 3-1 i set, tilldelades det vinnande laget 3 poäng till och det förlorade laget 0 poäng. Om slutresultatet blev 3-2, tilldelades det vinnande laget 2 poäng och det förlorande laget 1 poäng.
  - Placeringen i tabellen bestämdes av:
    - Poäng
    - Antal vunna matcher
    - Kvoten vunna/förlorade set
    - Kvoten vunna/förlorade bollpoäng
    - Antal vunna set
    - Antal vunna bollpoäng
- Slutspel
  - De två första lagen i serien gick direkt vidare till semifinal.
  - Lag 3-6 spelade en kvartsfinalserie där de två första lagen gick vidare till semifinal.
- Det näst sista laget spelar kval mot lag från 1. divisjon
- Det sista laget åkte ur serien och spelar i 1. divisjon följande år.

## Grundserien
| Pos | Lag              | M  | V  | F  | P  | SV | SF | SK     | BV   | BF   | BK    |             |
| --- | ---------------- | -- | -- | -- | -- | -- | -- | ------ | ---- | ---- | ----- | ----------- |
| 1   | Randaberg IL     | 15 | 15 | 0  | 45 | 45 | 4  | 11,250 | 1214 | 896  | 1,355 | Semifinal   |
| 2   | IL Koll          | 15 | 12 | 3  | 36 | 38 | 14 | 2,714  | 1260 | 1033 | 1,220 | Semifinal   |
| 3   | TIF Viking       | 15 | 8  | 7  | 24 | 30 | 25 | 1,200  | 1210 | 1210 | 1,000 | Kvartsfinal |
| 4   | KFUM Volda       | 15 | 7  | 8  | 20 | 24 | 30 | 0,800  | 1157 | 1147 | 1,009 | Kvartsfinal |
| 5   | Lierne IL        | 15 | 6  | 9  | 20 | 26 | 30 | 0,867  | 1220 | 1220 | 1,000 | Kvartsfinal |
| 6   | Førde VBK        | 15 | 6  | 9  | 16 | 22 | 32 | 0,688  | 1181 | 1228 | 0,962 | Kvartsfinal |
| 7   | BK Tromsø        | 15 | 5  | 10 | 15 | 23 | 37 | 0,622  | 1218 | 1366 | 0,892 | Kval        |
| 8   | NTNUI            | 15 | 5  | 10 | 15 | 21 | 36 | 0,583  | 1099 | 1269 | 0,866 | Nedflyttat  |
| 9   | Toppvolley Norge | 8  | 0  | 8  | 1  | 3  | 24 | 0,125  | 481  | 650  | 0,740 |             |

## Slutspel

### Kvartsfinalserie
| Pos | Lag        | M | V | F | P | SV | SF | SK    | BV  | BF  | BK    |           |
| --- | ---------- | - | - | - | - | -- | -- | ----- | --- | --- | ----- | --------- |
| 1   | KFUM Volda | 3 | 2 | 1 | 6 | 7  | 5  | 1,400 | 267 | 262 | 1,019 | Semifinal |
| 2   | TIF Viking | 3 | 2 | 1 | 6 | 6  | 5  | 1,200 | 261 | 229 | 1,140 | Semifinal |
| 3   | Førde VBK  | 3 | 1 | 2 | 3 | 5  | 6  | 0,833 | 234 | 246 | 0,951 |           |
| 4   | Lierne IL  | 3 | 1 | 2 | 3 | 4  | 6  | 0,667 | 222 | 247 | 0,899 |           |

### Semifinaler & final[4]
|  | Semifinaler | Semifinaler  | Semifinaler | Semifinaler | Semifinaler |   |   | Final        | Final | Final | Final | Final |  |
|  |             |              |             |             |             |   |   |              |       |       |       |       |  |
|  | 1           | TIF Viking   | 3           | 0           | 1           |   |   |              |       |       |       |       |  |
|  | 1           | TIF Viking   | 3           | 0           | 1           |   |   |              |       |       |       |       |  |
|  | 8           | Randaberg IL | 1           | 3           | 3           |   |   |              |       |       |       |       |  |
|  | 8           | Randaberg IL | 1           | 3           | 3           |   | 1 | Randaberg IL | 3     | 3     |       |       |  |
|  |             |              |             |             |             |   | 1 | Randaberg IL | 3     | 3     |       |       |  |
|  |             |              | 4           | IL Koll     | 0           | 0 |   |              |       |       |       |       |  |
|  | 4           | KFUM Volda   | 4           | IL Koll     | 0           | 0 | 0 | 0            |       |       |       |       |  |
|  | 4           | KFUM Volda   |             |             |             |   |   |              |       |       |       |       |  |
|  | 5           | IL Koll      | 3           | 3           |             |   |   |              |       |       |       |       |  |

## Individuella utmärkelser
Lagkaptenerna och tränarna för lagen i serien röstade vid slutet av säsongen om årets lag. Följande spelare blev utvalda:
| Plats         | Navn            | Klubb        |
| Passare       | Live Sørbø      | Randaberg IL |
| Högerspiker   | Tuva Aarrestad  | Randaberg IL |
| Vänsterspiker | Wilde Jakobsen  | Randaberg IL |
| Vänsterspiker | Renate Bjerland | IL Koll      |
| Center        | Malin Skeie     | TIF Viking   |
| Center        | Karoline Nore   | Randaberg IL |
| Libero        | Maria Skårdal   | IL Koll      |

## Kval
| Pos | Lag         | M | V | F | P | SV | SF | SK    | BV  | BF  | BK    |             |
| --- | ----------- | - | - | - | - | -- | -- | ----- | --- | --- | ----- | ----------- |
| 1   | Oslo Volley | 2 | 2 | 0 | 5 | 6  | 3  | 2,000 | 202 | 179 | 1,128 | Eliteserien |
| 2   | BK Tromsø   | 2 | 1 | 1 | 4 | 5  | 3  | 1,667 | 174 | 159 | 1,094 | 1. divisjon |
| 3   | OSI         | 2 | 0 | 2 | 0 | 1  | 6  | 0,167 | 130 | 168 | 0,774 | 1. divisjon |